# Windows Me
Windows Millennium Edition, hay Windows ME (phát âm, /ˌɛm ˈiː/ em-ee), là một hệ điều hành giao diện đồ hoạ được phát hành ngày 14 tháng 9 năm 2000 bởi Microsoft và là hệ điều hành cuối cùng trong dòng Windows 9x.
Windows ME là sản phẩm kế tiếp Windows 98 và giống như Windows 98, nó hướng đến người dùng gia đình. Windows ME đi kèm với Internet Explorer 5.5, Windows Media Player 7, và phần mềm Windows Movie Maker, có các chức năng biên tập phim cơ bản và được thiết kế cho người dùng gia đình. Microsoft cũng nâng cấp giao diện người dùng và Windows Explorer trong Windows ME bằng giao diện và Windows Explorer lần đầu được giới thiệu ở Windows 2000, hệ điều hành dành cho người dùng văn phòng ra mắt 7 tháng trước.
Windows ME là sự tiếp nối của dòng Windows 9x, nhưng hạn chế truy cập tới chế độ MS-DOS thực để làm giảm thời gian khởi động. Đây là một trong những thay đổi không hay nhất, vì những ứng dụng chạy ở chế độ này không thể chạy trong Windows ME, mặc dù có thể khởi động vào chế độ này bằng đĩa mềm.
Windows ME được ra mắt sau Windows 2000, và sau đó Windows XP đã thay thế cả hai hệ điều hành này. Windows XP được xây dựng dựa trên nền tảng Windows NT và bao gồm các tính năng của cả Windows 2000 và ME.

## Phát triển
Năm 1998, Microsoft tuyên bố rằng sẽ không có phiên bản Windows 9x sau Windows 98. Tuy nhiên, vào tháng 5 năm 1999, Microsoft đã phát hành Windows 98 Second Edition, và sau đó công bố một phiên bản mới của Windows 9x, sau đó được tiết lộ có tên mã là Millennium. Xuất phát từ Windows 2000 hướng đến doanh nghiệp, Microsoft ban đầu dự định phát triển Windows Neptune là phiên bản đầu tiên dành cho người tiêu dùng của Windows dựa trên nhân Windows NT, mặc dù việc phát hành Neptune đã bị hoãn lại để hoàn thiện dự án Millennium, được phát hành dưới tên Windows Me. Phần lớn thay đổi trong quá trình phát triển Neptune được đưa vào bản phát hành dành cho người tiêu dùng tiếp theo của Microsoft, phiên bản đầu tiên dựa trên NT, Windows XP.
Ít nhất ba phiên bản beta của Windows Me đã có sẵn trong giai đoạn phát triển của nó. Vào ngày 24 tháng 9 năm 1999, Windows Millennium Beta 1 đã được phát hành. Windows Millennium Beta 2 được phát hành vào ngày 24 tháng 11 năm 1999 và bổ sung một số tính năng mới như System File Protection và Game Options Control Panel. Một số bản build tạm thời đã được phát hành trong khoảng thời gian từ Beta 1 đến 2 và được bổ sung các tính năng như cập nhật tự động và menu được cá nhân hóa.
Vào tháng 2 năm 2000, Paul Thurrott tiết lộ rằng Microsoft đã lên kế hoạch loại trừ Windows Me, cũng như các bản phát hành mới của Windows NT 4.0, khỏi các lô hàng CD cho người đăng ký MSDN. Lý do được đưa ra trong trường hợp của Me là hệ điều hành được thiết kế cho người tiêu dùng. Tuy nhiên, Thurrott cáo buộc rằng động cơ thực sự đằng sau cả hai thay đổi là buộc các nhà phát triển phần mềm chuyển sang Windows 2000. Ba ngày sau, sau một chiến dịch viết thư và kêu gọi của hàng trăm độc giả, Microsoft tuyên bố rằng Windows Me (bao gồm cả các phiên bản phát triển) sẽ được chuyển đến người đăng ký MSDN. Microsoft cũng đích thân xin lỗi Thurrott, tuyên bố rằng ông đã nhận được thông tin sai lệch, mặc dù trong bài báo tiếp theo, ông nói rằng: "rõ ràng là quyết định [...] đã thực sự thay đổi".
Beta 3 được phát hành vào ngày 11 tháng 4 năm 2000 và phiên bản này đánh dấu sự xuất hiện lần đầu tiên của âm thanh khởi động và tắt được sử dụng ở phiên bản cuối cùng (lấy từ Windows 2000), vì các bản beta trước sử dụng âm thanh khởi động và tắt máy của Windows 98. Màn hình khởi động được sử dụng ở phiên bản cuối cùng lần đầu tiên xuất hiện trong build 2470 (Pre-Beta 3).
Windows Millennium Edition được phát hành rộng rãi vào ngày 14 tháng 9 năm 2000. Vào thời điểm ra mắt, Microsoft đã công bố chương trình khuyến mại có giới hạn thời gian từ tháng 9 năm 2000 đến tháng 1 năm 2001 cho phép người dùng Windows 95 hoặc Windows 98 nâng cấp lên Windows Me với giá 59,95 đô la thay vì giá nâng cấp bán lẻ thông thường là $109.
Ngay sau khi Windows Me được phát hành cho nhà sản xuất vào ngày 19 tháng 6 năm 2000, Microsoft đã khởi động một chiến dịch quảng bá Windows Me tại Hoa Kỳ tên là Meet Me Tour. Một chương trình quảng cáo hợp tác quốc gia giới thiệu Windows Me, OEM và các đối tác khác trong một điểm thu hút đa phương tiện tương tác tại 25 thành phố trên khắp Hoa Kỳ. Nó được khởi động vào ngày 14 tháng 9 năm 2000.
Cả hai cách viết "Windows Me" và "Windows ME" đều được sử dụng khi đề cập đến hệ điều hành, với "Windows Me" là cách viết chính thức được Microsoft sử dụng.

## Những tính năng mới và được cải tiến

### Giao diện người dùng
Windows ME có một vài cải thiện về giao diện người dùng, được kế thừa từ Windows 2000, ví dụ như các bảng chọn và thanh công cụ Windows Explorer được tùy chỉnh, tính năng tự động hoàn thành trong các hộp tìm kiếm và thanh địa chỉ, hiển thị các tooltip cho các lối tắt (shortcut), sắp xếp theo tên trong các menu, thanh chứa các địa chỉ thông dụng trong hộp thoại, một số giao diện từ gói Plus! của Windows 98, các biểu tượng 16 bit màu trong vùng thông báo của thanh tác vụ.

### Đa phương tiện
- Windows Movie Maker, một chương trình biên tập video đơn giản, cho phép lưu dưới định dạng Windows Media.
- Windows Media Player 7 hỗ trợ nhiều tính năng mới như dò đài, chỉ dẫn từ WindowsMedia.com, các giao diện mới.
- Windows DVD Player hỗ trợ xem DVD không cần thông qua thẻ.
- Image Preview giúp xem trước các tập tin ảnh có định dạng.BMP,.DIB,.EMF,.GIF,.JPEG,.PNG,.TIF,.WMF. Thư mục Hình ảnh của tôi (My Pictures) cũng tích hợp tính năng xem trước ảnh.
- Trò chơi: Windows ME đi kèm với Microsoft DirectX 7.1 và nhiều trò chơi mới: Internet Backgammon, Internet Checkers, Internet Hearts, Internet Reversi, Internet Spades, Spider Solitaire và Pinball. Phiên bản DirectX cuối cùng hỗ trợ Windows ME là DirectX 9.0c.

### Chức năng hệ thống
- System Restore giúp người dùng đưa hệ thống trở về một trạng thái đã sao lưu từ trước đó.
- System File Protection đảm bảo các tập tin hệ thống không bị sửa đổi trái phép.
- Compressed Folders: Xem một tập tin nén.ZIP dưới dạng một thư mục, đồng thời có thể giải nén các tập tin chứa trong đó, hoặc tạo các tập tin nén mới.
- Help and Support: Tiện ích hỗ trợ người dùng với giao diện mới, thay cho các phiên bản HTML trong Windows 98 và 2000.
- Automatic Updates tự động cập nhật các bản sửa lỗi và phần mềm hệ thống từ trang web Windows Update.
- System Configuration Utility cho phép người dùng lấy các tập tin hệ thống từ đĩa cài đặt Windows ME để thay thế các tập tin bị hư hỏng.
- SCANDISK được chạy ngay trong Windows sau khi tắt máy không đúng cách.
- Internet Explorer phiên bản 5.5 với tính năng xem trước khi in.

### Chức năng hỗ trợ cho người khuyết tật
- On-Screen Keyboard là một bàn phím ảo trên màn hình, dùng để nhập liệu bằng chuột.
- ClickLock (kéo thả không cần nhấn giữ chuột), ẩn con trỏ khi gõ phím, hiển thị vị trí con trỏ khi ấn Ctrl.
- Con trỏ ký tự có thể được điều chỉnh cho dày hơn, giúp nó trở nên dễ nhìn hơn.
- Nhiều tùy chọn tiếp cận hơn trong các ứng dụng Máy tính (Calculator) và Kính lúp (Magnifier).

## Các tính năng bị loại bỏ
- Chế độ DOS thực: Đây là thay đổi được biết đến nhiều nhất trong Windows ME. Theo Microsoft, việc loại bỏ chế độ này giúp cho Windows ME khởi động nhanh hơn. Người dùng có thể sử dụng đĩa cài đặt Windows ME hoặc đĩa khởi động Windows ME để truy cập chế độ DOS thực.
- Một số tính năng dành cho người dùng doanh nghiệp bị loại bỏ, vì Windows ME được thiết kế để sử dụng trong gia đình.

## Yêu cầu hệ thống

### Cấu hình tối thiểu:
- Vi xử lý: Pentium 150 MHz
- Ổ cứng: 320 MB
- RAM: 32 MB

### Cấu hình đề nghị
- Vi xử lý: Pentium II 300 MHz
- Ổ cứng: 2 GB
- RAM: 64 MB[14]

### Giới hạn dung lượng RAM vật lý
Windows ME hỗ trợ nhiều nhất 1.5 GB RAM.

## Khả năng nâng cấp
Các thành phần của Windows Me có thể được nâng cấp hoặc các thành phần có thể cài đặt mới như sau:
- Internet Explorer 6 SP1 và Outlook Express 6 SP1
- Windows Media Player 9 Series
- MSN Messenger 7.0
- Windows Installer 2.0
- DirectX 9.0c (phiên bản tương thích mới nhất là từ tháng 10 năm 2007)[16]
- Microsoft .NET Framework lên đến và bao gồm phiên bản 2.0 (2.0 SP1 và các phiên bản cao hơn không được hỗ trợ)
- Microsoft Visual C++ 2005 runtime
- Text Services Framework
- Một số thành phần khác như MSXML 3.0 SP7, Microsoft Agent 2.0, NetMeeting 3.01, MSAA 2.0, ActiveSync 3.8, WSH 5.6, Microsoft Data Access Components 2.81 SP1, WMI 1.5 và Speech API 4.0.
- Office XP là phiên bản cuối cùng của Microsoft Office tương thích với Windows Me.[17]
- Microsoft Layer for Unicode có thể được cài đặt để cho phép các ứng dụng Unicode nhất định chạy trên hệ điều hành.

## Chỉ trích
Windows ME đã bị nhiều người dùng chỉ trích vì sự thiếu ổn định. Thậm chí, một bài viết trên tạp chí PC World còn gọi Windows ME là "Mistake Edition" (phiên bản lỗi) và xếp vào vị trí thứ 4 trong danh sách 25 sản phẩm công nghệ tồi nhất mọi thời đại. Bài viết đã nói rằng "Không lâu sau khi Windows ME xuất hiện vào cuối năm 2000, nhiều người dùng đã báo cáo vấn đề khi cài đặt, chạy Windows ME, làm Windows ME gặp lỗi với phần mềm và phần cứng, và kể cả những lỗi làm cho hệ thống ngừng hoạt động." Do đó, hầu hết người dùng gia đình vẫn sử dụng Windows 98 Second Edition, trong khi một số chuyển sang Windows 2000 mặc dù phiên bản này hướng đến doanh nghiệp.
Tính năng khôi phục hệ thống (System Restore) đôi khi có thể khôi phục cả những virus, phần mềm độc hại mà trước đó người dùng đã gỡ bỏ, vì cách theo dõi các thay đổi của tính năng này còn khá đơn giản. Người dùng có thể gỡ bỏ phần mềm độc hại bằng cách tắt chức năng này, nhưng sẽ bị mất tất cả các điểm khôi phục hệ thống được tạo ra trước đó.
System Restore cũng có một lỗi khiến cho nó đánh dấu sai các điểm khôi phục được tạo ra sau ngày 8 tháng 9 năm 2001, dẫn đến việc quá trình khôi phục bị thất bại. Microsoft đã cho ra một bản cập nhật để sửa lỗi này.
Byron Hinson và Julien Jay, viết cho ActiveWin, đã có một cái nhìn đánh giá cao về hệ điều hành. Về việc loại bỏ chế độ DOS thực, họ đã lưu ý rằng "Việc loại bỏ DOS rõ ràng đã tạo ra sự khác biệt trong Windows Me về độ ổn định (hiện ít thấy Màn hình xanh chết chóc hơn nhiều) và tốc độ khởi động đã tăng lên rất nhiều." Trong một khuyến nghị về việc nâng cấp hệ điều hành cho người dùng Windows 95 và 98, họ đã nói rằng "Nếu Windows Me không phải là một hệ điều hành mang tính cách mạng thì rõ ràng Microsoft đã tập trung nỗ lực để làm cho nó thân thiện hơn, ổn định hơn và được đóng gói đầy đủ các tùy chọn đa phương tiện. Kết quả là tuyệt vời và các cải tiến được thêm vào thực sự đáng để chờ đợi." Các tính năng mới được bổ sung trong Windows Me cũng được khen ngợi và từ đó vẫn là một phần của các thế hệ Windows tiếp theo.

## Vòng đời hỗ trợ
Microsoft ban đầu lên kế hoạch ngừng hỗ trợ Windows Me vào ngày 31 tháng 12 năm 2004. Tuy nhiên, để người tiêu dùng có thêm thời gian chuyển sang các phiên bản Windows mới hơn, đặc biệt là ở các thị trường đang phát triển hoặc mới nổi, Microsoft đã quyết định mở rộng hỗ trợ cho đến ngày 11 tháng 7 năm 2006. Tất cả các hỗ trợ cho Windows ME kết thúc vào ngày 11 tháng 7 năm 2006 cùng với Windows 98. Theo Microsoft, đây là những phiên bản Windows đã lỗi thời và sử dụng chúng có thể gây ra nhiều nguy hiểm về bảo mật cho người dùng.
Vào năm 2011, Microsoft đã gỡ bỏ trang web cập nhật cho Windows Me. Vào tháng 7 năm 2019, Microsoft thông báo việc ngừng dịch vụ Microsoft Internet Games trên Windows Me và XP vào ngày 31 tháng 7 năm 2019.

## Liên hệ với các phiên bản Microsoft Windows khác
Nhiều ứng dụng cũ, đặc biệt là các trò chơi, chỉ có thể chạy được trên Windows ME mà không chạy được trên Windows 2000. Tuy nhiên với chế độ tương thích (Compatibility Mode) trên Windows XP, người dùng có thể sử dụng được các phần mềm trên.
Windows ME không có bất kỳ gói dịch vụ nào, và là hệ điều hành Windows cuối cùng được xây dựng trên nhân Windows 9x và MS-DOS.